# Federazione Internazionale di Motociclismo
La Federazione Internazionale di Motociclismo (francese: Fédération Internationale de Motocyclisme; sigla: FIM), precedentemente Federazione Internazionale Motociclistica (francese: Fédération Internationale Motocycliste; sigla: FIM) e inizialmente Federazione Internazionale dei Club Motociclistici (francese: Fédération Internationale des Clubs Motocyclistes; sigla: FICM), è la più importante federazione sportiva internazionale di motociclismo.
Il nome attuale FIM (Fédération Internationale de Motocyclisme) è stato assunto a partire dal 1998.
In essa sono associate 103 federazioni sportive nazionali motociclistiche di 6 diversi continenti (Europa, America del Nord, America del Sud, Africa, Asia e Oceania) con lo scopo di amministrare, definire, regolamentare, organizzare e coordinare eventi sportivi motociclistici di rilievo internazionale, spesso di rilievo mondiale.

## Storia

### Nascita
La federazione nasce a Parigi nel 1904 come Federazione Internazionale dei Club Motociclistici. La federazione francese organizzava all'epoca alcune gare internazionali (a Dourdan), prove alle quali partecipavano team inviati da alcune federazioni nazionali. 
Proprio la collaborazione fra tali federazioni è decisiva per creare una federazione internazionale di motociclismo. Ma già nel 1906 la FICM viene sciolta per decisione unanime delle nazioni partecipanti all trofeo. La FICM non si dissolve però del tutto, rimanendo semplicemente inattiva.
Dopo cinque anni di inattività, il 28 novembre 1912, è la federazione inglese (ACU) a prendere l'iniziativa di ridare vigore al progetto di una federazione internazionale del motociclismo. 
La FICM viene così ricreata due settimane dopo grazie a un congresso a Parigi. Oltre all'Inghilterra, le 10 federazioni fondatrici sono: 
Francia, Germania, Stati Uniti, Italia, Svizzera, Paesi Bassi, Belgio, Danimarca e Austria.

### Sviluppo

Logo usato fino al 2023

Il 1913, primo anno di attività dopo la ricostituzione, vede l'organizzazione della prima competizione di livello internazionale da parte della FICM: l'International Six Days Reliability Trial, gara ancora oggi disputata e conosciuta come ISDE.
Le federazioni nazionali affiliate si moltiplicano con il passare degli anni (arrivando a 30 all'alba del secondo conflitto mondiale) e nel 1936 viene organizzato il primo Campionato mondiale di motociclismo della storia: si tratta di una gara di Speedway che si tiene allo stadio di Wembley, a Londra. Il primo campione mondiale della storia è l'australiano Lionel van Praag.
L'anno successivo la FICM sigla un importante accordo di collaborazione con la sua controparte automobilistica, l'antenato della FIA (la AIACR Association Internationale des Automobiles-Clubs Reconnus, associazione internazionale dei club automobilistici riconosciuti). Nel 1940 viene interrotta ogni attività; le competizioni riprenderanno solo nel 1946 con l'organizzazione del primo Motocross delle Nazioni nei Paesi Bassi.
Il 1949, oltre al cambio di denominazione, vede il via della prima edizione Motomondiale. Le competizioni europee di Motocross 500cm³ fanno la loro apparizione nel 1952 per diventare campionato mondiale nel 1957. La categoria 250, nata nel 1957, diventerà mondiale nel 1962.
Nel 1959 la FIM trasferisce il proprio quartier generale da Londra a Ginevra, in Svizzera, per motivi di stabilità politica ed economica. I successivi anni sessanta vedono il moltiplicarsi di campionati e categorie: nascono l'Ice Racing (o speedway su ghiaccio, nel 1966), il Trial (prima come trofeo internazionale, poi come campionato europeo e infine come mondiale nel 1975) e l'Enduro nel 1968 (ma diventando campionato mondiale solo nel 1990).
Nel '71 viene disputato il primo campionato mondiale di Long Track, mentre l'anno successivo partono le prime competizioni di Endurance. Nel 1974 nasce il Sidecarcross.
Con il passare degli anni, la FIM entra a far parte di numerosi organi ed associazioni sovranazionali come l'ETSC, il consiglio europeo per la sicurezza stradale ed arriva a siglare accordi con le Nazioni Unite nell'ambito delle politiche ambientali. Dal 2010 viene organizzato un campionato internazionale aperto a sole motociclette elettriche.

### Presidenti

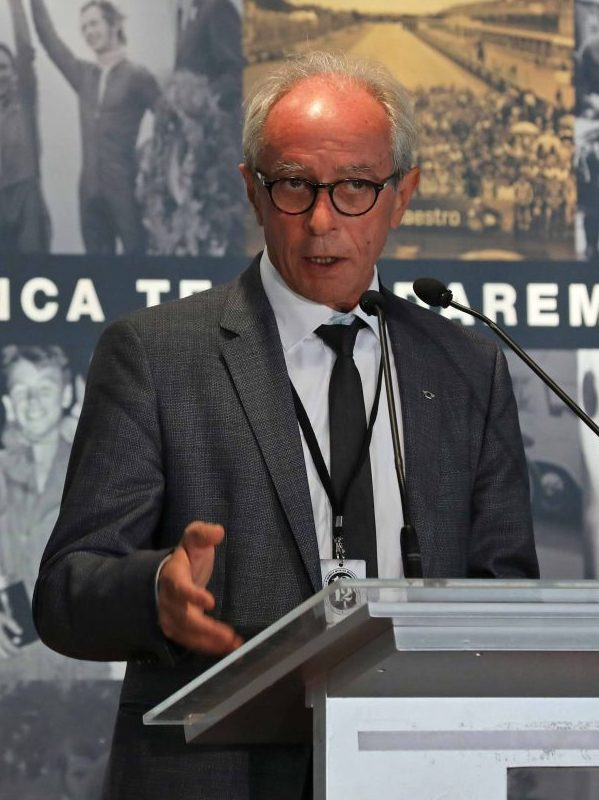
Vito Ippolito, presidente della FIM dal 2006 al 2018.

La seguente lista riporta in ordine cronologico i nomi dei Presidenti che si sono succeduti alla guida della Federazione.
1. 1904-1905  A. de Lahausse: organizzatore della prima gara motociclistica internazionale della storia (a Dourdan nel 1904)[6] e tesoriere del Motorcycle-Club de France, viene eletto il 21 dicembre 1904 primo Presidente della FICM.
2. 1905-1906  Marchese di Mouzilly St. Mars: membro dell'Auto Cycle Club britannico, ha partecipato alla creazione del Tourist Trophy all'Isola di Man. Il trofeo della manifestazione riporta tuttora il suo nome.[7] Con la ricostituzione della FICM, nel 1912, viene nominato "Patron" della federazione fino all'elezione di un successore.
3. 1912-1924  Sir. Arthur Stanley: membro del partito Conservatore britannico e presidente del Royal Automobile Club viene eletto all'unanimità nel 1912 e successivamente rieletto nel 1923. Dal 1929 al 1935 diviene tesoriere della Federazione.
4. 1924-1946  Conte Alberto Bonacossa: Presidente del Moto Club d'Italia e membro del comitato olimpico italiano, sarà presidente FICM durante il secondo conflitto mondiale.
5. 1946-1947  Augustin Pérouse: Presidente della Union Motocycliste de France (vecchia denominazione della Federazione francese di Motociclismo), rimane in carica un solo anno. Ritornerà alla presidenza FIM nel 1951 dopo la morte dello svizzero Haecker.
6. 1947-1951  Marcel Haecker: per 17 anni presidente della Union Motocycliste Suisse , è stato l'ultimo presidente FICM in quanto, durante la sua presidenza, il nome ufficiale della Federazione diviene FIM (Fédération Internationale Motocycliste).
7. 1951-1959  Augustin Pérouse
8. 1959-1965  Pieter Nortier: ex pilota di Enduro, viene eletto per due volte consecutive. A causa di attacchi politici nei suoi confronti, decide di non ricandidarsi alle elezioni del 1965.
9. 1965-1983  Nicolas Rodil del Valle: ex presidente della federazione spagnola, viene eletto nel 1965 con soli 16 voti contro 14, durante un congresso fitto di contrasti. Rimarrà in carica per ben 18 anni; il periodo più lungo dopo quello di Alberto Bonacossa.
10. 1983-1989  Nicolas Schmit: presidente della federazione lussemburghese di motociclismo, viene eletto per due mandati consecutivi.
11. 1989-1995  Jos Vaessen: viene eletto per due mandati, nel 1989 e nel 1992. Perdute le elezioni del 1995, rimane all'interno della Federazione prima di diventare presidente della fondazione TT Assen Foundation
12. 1995-2006  Francesco Zerbi: presidente della Federazione Motociclistica Italiana per 16 anni, fino al 1995, diviene presidente FIM lo stesso anno. Verrà rieletto per 3 volte.
13. 2006-2018  Vito Ippolito: presidente della Federazione Venezuelana Motociclista, viene eletto nel 2006 e riconfermato nel 2010, 2014.
14. 2019-in carica  Jorge Viegas[8]

## Competizioni organizzate
La Federazione Internazionale di Motociclismo organizza le seguenti competizioni:

### Campionati velocistici
- Motomondiale;
- Campionato Mondiale Superbike;
- Campionato Mondiale Supersport;
- Campionato Mondiale Sidecar;
- Campionato Mondiale Endurance;
- Rookies Cup;
- FIM MiniGP World Series;

### Motocross
- Campionato Mondiale Motocross;
- Campionato Mondiale Motocross femminile;
- Coppa del Mondo Motocross Junior;
- Campionato Mondiale Sidecarcross;
- Campionato mondiale supercross;
- Campionato Mondiale Supermoto;
- Campionato Mondiale Snowcross;
- Campionato Mondiale Snowcross femminile;
- Campionato Mondiale Freestyle;
- Motocross delle Nazioni;
- Supermoto delle Nazioni;
- Freestyle delle Nazioni.

### Trial
- Campionato Mondiale Trial;
- Campionato Mondiale Trial femminile;
- Campionato Mondiale Trial Indoor;
- Trial delle Nazioni;
- Trial delle Nazioni femminile;
- Coppa del Mondo Trial Junior;
- Coppa del Mondo Trial Youth classe 125.

### Enduro
- Campionato mondiale Enduro;
- Sei Giorni di Enduro
- Campionato mondiale Enduro Indoor;
- Campionato mondiale Enduro Junior;
- Coppa del Mondo Enduro femminile;
- Coppa del Mondo Enduro Youth classe 125;

### Rallies
- Campionato Mondiale Rally Quad

### Track Racing
- Campionato Mondiale Speedway;
- Coppa del Mondo Speedway;
- Trofeo Speedway Youth classe 250 e 80cc;
- Campionato Mondiale Speedway Junior;
- Campionato Mondiale Speedway Junior per Nazioni;
- Campionato Mondiale Ice Racing (Speedway su ghiaccio);
- Campionato Mondiale Ice Racing per Nazioni;
- Campionato Mondiale Long Track;
- Campionato Mondiale Long Track per Nazioni;
- Trofeo Long Track Youth classe 250;
- Campionato Mondiale Sidecar Track Racing;
- Trofeo Grass Track Youth classe 125.